# Distinta base tecnica
La distinta base tecnica è la prima parte del processo produttivo che coinvolge aziende che producono beni. 
Questa è l'elenco della componentistica che costituisce il bene da produrre; in seguito questo elenco di componenti verrà organizzato per entrare nel ciclo produttivo ed essere realizzato. Solitamente tale distinta viene stilata dal progettista, attraverso l'estrapolazione dei componenti dal modello solido, creato per il bene da produrre.